# Mothership (Enter Shikari)
Mothership è il primo singolo del gruppo musicale britannico Enter Shikari, pubblicato il 27 agosto 2006 dalla Ambush Reality.
È stato successivamente registrato in una nuova versione e incluso nell'album di debutto della band, Take to the Skies, uscito nel 2007. L'11 gennaio 2011 è stata inoltre pubblicata come singolo una versione dal vivo del brano comprendente l'intro Motherstep, spesso suonata dalla band prima di Mothership durante le loro esibizioni dal vivo.

## Video musicale
Il video ufficiale di Mothership, pubblicato il 7 agosto 2006 sul canale YouTube degli Enter Shikari, è stato registrato al The Underworld di Londra il 2 luglio 2006 sotto la direzione di Sam Crack.

## Tracce
Testi di Rou Reynolds, musiche degli Enter Shikari.
Mothership
1. Mothership (Summer 2006 Download Version) – 4:50

Motherstep/Mothership
1. Motherstep/Mothership (Live @ Hammersmith) – 6:22

## Formazione
- Rou Reynolds – voce, tastiera, sintetizzatore, programmazione
- Rory Clewlow – chitarra, cori
- Chris Batten – basso, voce secondaria
- Rob Rolfe – batteria, percussioni

## Classifiche
| Classifica (2006) | Posizione massima |
| ----------------- | ----------------- |
| Regno Unito       | 151               |